# Сугдея (фема)
Фема Сугдея (Сидагиос) (греч. θέμα Σωτηριουπόλεως) или фема Эвксинского Понта (греч. θέμα Εύξεινο Πόντο) или Сотериополь (греч. θέμα Σωτηριουπόλεως) — военно-административная единица Византийской империи (фема), которая располагалась на юге Крымского полуострова. Одна из так называемых «малых фем». Название происходит от города Сугдея. Образована в конце 970-х годов. Около 1059 года вошла в состав фемы Херсон. окончательно прекратила существование в 1120-х годах.

## История
С VII века город Сугдея представлял собой важный порт на Понте Эвксинском (Чёрном море), который находился в совместном владении Византийской империи и Хазарского каганата. В то же время была введена имперская таможня. Впрочем к началу IX века здесь окончательно закрепилась Византия. В 840-х годах Сугдея с окружающей территорией на правах турмархии вошла в состав фемы Климаты (в дальнейшем — известная как Херсон). Но некоторое время в Сугдеи правили местные «князья» и лишь в 880-х годах здесь возникает византийская администрация.
Здесь располагалась резиденция епископа. Также со временем становится важной военной базой для защиты Таврики от нападений хазар и русов. Для решения вопроса защиты морских путей создается соответствующая фема Эвксинского Понта (также известная как фема Сотериополь — по названию административного центра). С налаживанием отношений между Византией и Древнерусским государством (после крещения князя Владимира Святославича в 988 году) экономическое положение Сугдеи улучшается. Учитывая ведущий статус среди городов фемы, город постепенно превращается в один из ведущих портов. Поэтому даже Чёрное море у русов называлось «Сурожским».
В 990-х годах или после подавления мятежа Георгия Цулы 1016 года фема Эвксинского Понта переименовывается в фему Сугдея. В это же время посредническая торговля постепенно переходит от Боспора до Сугдеи. Укреплению положения способствовало заключение союза с печенегами для защиты Сугдеи. Экономическое положение фемы с её торговыми портами в восточной части северного Причерноморья оставалось стабильным до 1059 года, когда с целью противостояния амбициям Тмутараканских  князей фема была объединена с фемой Херсон. Во времена императора Алексея I Комнина снова получила статус фемы, ей был подчинён весь Восточный Крым. Впрочем, во времена императора Иоанна II она вновь вошла в состав фемы Херсон.

## Администрация
В фему входили города с окружающими областями: Сугдея, Батис, территория от Горгиппии до Пититунта. Центром была крепость Сотериополь (неподалеку от Питиунта). С 1016 года становится город Сугдея. Во главе стоял стратег в ранге протоспафария, который руководил флотом и небольшими отрядами. С 1020-х годов во время внешней опасности подчинялся капитану в Херсонесе Таврическом.

## Известные стратеги
- Георгий Муселе (1-я треть XI в.)
- Иоанн (1-я треть XI в.)